# План гірничих робіт

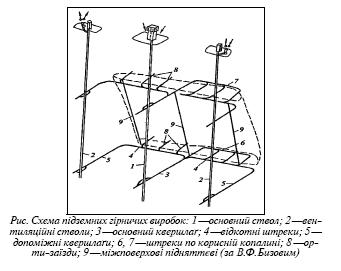

План гірничих виробок, План гірничих робіт, (рос. план горных выработок, план горных работ, англ. mining plan, нім. Grubenbauplan m, Grubenriss m, Grubenkarte f, Grubenbild n) — графічне зображення розташування всіх підземних гірничих виробок чи відкритих розробок і споруд.
Складається за даними маркшейдерської зйомки та нівелювання.
На П.г.в. вказуються умови залягання і якість корисної копалини.
П.г.в. по горизонту гірничих робіт — маркшейдерський план, на якому зображуються гірничі виробки даного горизонту шахти чи кар'єру.